# Giesbertia
Giesbertia is een kevergeslacht uit de familie van de boktorren (Cerambycidae). De wetenschappelijke naam van het geslacht werd voor het eerst geldig gepubliceerd in 1984 door Chemsak & Linsley.

## Soorten
Giesbertia is monotypisch en omvat slechts de volgende soort:
- Giesbertia rugosa Chemsak & Linsley, 1984